# Ceropegia gilgiana
Ceropegia gilgiana är en oleanderväxtart som beskrevs av Erich Werdermann. Ceropegia gilgiana ingår i släktet Ceropegia och familjen oleanderväxter. Inga underarter finns listade i Catalogue of Life.